# Лукіно (станція)
Лукіно (рос. Лукино) — станція Великого кільця Московської залізниці на околиці селища станції Лукіно міського округу Істра Московської області.
Станція має 4 колії — по одній з кожної сторони від головних колій.
Платформа на станції єдина, острівна, низька, розташована між колією № 3 і I головною колією на Кубинку. Електропоїзди прибувають і відправляються тільки з головної колії.
Пасажиропотік на станції малий. Приміське сполучення з 2011 року обслуговує електродепо «Апрелєвка», раніше — електродепо «Нахабіно». В обох напрямках щодня курсують по 3 шестивагонних електропоїзди. Час в дорозі: до пл. 165 км (пересадка на ст. Маніхіно 1) — 7 хвилин, до ст. Маніхіно 1 (ч-з Маніхіно 2) — 28 хвилин, до ст. Кубинка 1 — 50 хвилин.